# Imagination Technologies
Imagination Technologies Group plc (LSE: IMG) — британская бесфабричная компания, занимающаяся проектированием мобильных графических ускорителей и микропроцессоров. В значительной мере известна по линейке видеоускорителей PowerVR и радиоприемников Pure DAB. Акции компании торгуются на Лондонской фондовой бирже.

## История
Компанию основали в 1985 под названием VideoLogic. Изначально занималась вопросами графики, обработки звука, домашними аудиосистемами, решениями для видеозахвата и видеоконференций.
В 2012 году приобрела компанию MIPS Technologies за 60 миллионов долларов.

## Положение на рынке
Imagination Technologies является представителем бесфабричных разработчиков интегральных схем. То есть компания не имеет собственных производственных мощностей. Уникальность ведения бизнеса заключается в том, что компания в большинстве случаев не участвует в производстве, продвижении и продаже конечных продуктов на рынке и ограничивается продажей лицензий и архитектурных решений, а также поддержкой продуктов на программном уровне (выпуск драйверов).
Наибольшую известность компании принесли продукты линейки PowerVR. Эта серия видеочипов в разное время успешно конкурирует на рынке видеорешений с другими крупными игроками с середины 1990-х годов. В настоящее время за счет расширения рынка видеочипов из сектора решений для персональных компьютеров в сектор бытовой, переносной, мобильной, автомобильной и других видов электроники — серия PowerVR стала занимать доминирующее положение на рынке. По факту крупные производители GPU — такие как NVidia и AMD остались в секторе решений для настольных компьютеров, ноутбуков, рабочих станций и игровых приставок и их влияние на другие сферы рынка весьма ограничены. В то время как размер современного рынка GPU в несколько раз превышает размер рынка компьютерных GPU, а присутствие NVidia и AMD даже в секторе мобильных телефонов, смартфонов и планшетных компьютеров по прежнему крайне мало, не говоря уже о более специфических секторах рынка.
На разных стадиях развития компании Imagination Technologies привлекалась к сотрудничеству с контрактными производителями микросхем, такими как NEC и STMicroelectronics. Однако, такие схемы сотрудничества существенно отличались от бизнес-схем других крупных участников рынка — таких как NVidia и ATI, и ограничивались в основном производственными взаимоотношениями. Сбыт произведенных микросхем оставался большей частью за производителем. В прошлом компанией были предприняты попытки выйди на рынок готовых изделий — выпускались видеокарты VideoLogic Apocalypse 3D, VideoLogic Apocalypse 3Dx и VideoLogic NEON 250 (так как компания никогда не располагала собственными производственными мощностями производство было налажено у контрактного производителя). В последнее время Imagination Technologies больше не участвует в создании конечных продуктов, а занимается только производством нематериальных активов — лицензии, архитектурные решения, драйверы. Тем не менее на конец 2012 года Imagination Technologies остается крупнейшим производителем лицензируемых GPU в мире (контролирует 46,5 % рынка). Большинство современных переносных высокопроизводительных устройств содержит видеоядро разработанное Imagination Technologies. Лицензиатами компании являются Apple, Samsung, Intel, Freescale, Marvell, Renesas, Texas Instruments, NEC, Sigma Designs, Trident Microsystems, MediaTek, Sony и многие другие. Разработки Imagination Technologies можно встретить в настольных компьютерах, ноутбуках, игровых аркадных автоматах, сотовых телефонах, смартфонах, планшетных компьютерах, телевизорах, портативных мультимедийных проигрывателях. Знаменитые Apple iPhone, Apple iPad, Apple TV, всевозможные Samsung Galaxy, игровая приставка Sony PlayStation Vita, некоторые процессоры Intel содержат графическое ядро Imagination Technologies.

## Графические ускорители и чипсеты PowerVR
Чипсеты PowerVR выпускались в 8 сериях:
- Series 1
- Series 2
- Series 3
- Series 4
- Series 5 (SGX)
- Series 5XT (SGXMP)
- Series 6 (Rogue)
- Series 7 (XE, XT)
- Series 8 (XE, XT)

### Планшетные компьютеры и КПК
С учётом доминирующего положения на рынке лицензируемых GPU в мире разработки Imagination Technologies разных серий встречаются в большом количестве планшетных компьютеров и карманных персональных компьютерах. Ниже указаны наиболее популярные планшетные компьютеры и КПК в которых применяется видеоядро PowerVR.
- PowerVR Series 4 / PowerVR VXD: Apple iPad; Samsung Galaxy Tab; HP iPaq 11x/21x

- PowerVR Series5 / PowerVR SGX: Apple iPad; Samsung Galaxy Tab; Barnes & Noble Nook Color/Nook Tablet; Amazon Kindle Fire (все версии)

- PowerVR Series 5XT / PowerVR SGXMP: Apple iPad 2; Apple iPad mini; Apple iPad 3; Apple iPad 4

### Смартфоны и сотовые телефоны
Аналогично разработки Imagination Technologies разных серий часто встречаются и в смартфонах и сотовых телефонах. Ниже указаны наиболее популярные модели.
- PowerVR Series 4 / PowerVR MBX: Apple iPhone, iPhone 3G; Sony Ericsson SO70xi/SO90xi, P200/G700/G900, M600/M608c/P1i/P1c/P990(c)/W950i(c)/W960i(c); Samsung MEIZU M9/SGH-G810/SGH-i550/SGH-i560/innov8/GT-i7110; Motorola MOTO Q/MOTORIZR Z8/MOTORIZR Z10; NEC N902i; Nokia E90/N82/N93/N95/N800/N810; Panasonic P702i/P902i/P903i; Sharp SH702i/SH902i
- PowerVR Series 4 / PowerVR VXD: Apple iPhone 3GS; iPhone 4; Blackberry Bold 9700; Samsung Galaxy S, Nexus S, Droid Charge; Motorola FR68/FR6000
- PowerVR Series5 / PowerVR SGX: Apple iPhone 4, iPhone 5; Samsung Galaxy S(L), Nexus S, GT-I9105; Motorola Droid 2/Droid X; Nokia N9; LG Optimus Black
- PowerVR Series 5XT / PowerVR SGXMP: Apple iPhone 4S
- PowerVR Series 6: Apple iPhone 5s

### Портативные мультмедийные проигрыватели
Ниже приведен список наиболее популярных моделей представленных на рынке. Стоит заметить, что это далеко не самый полный список моделей плееров с видеоядром PowerVR.
- PowerVR Series 4 / PowerVR MBX: iPod touch (первое и второе поколение), iPod nano (четвёртое и пятое поколение)
- PowerVR Series 4 / PowerVR VXD: iPod touch (третье и четвёртое поколение)
- PowerVR Series 5 / PowerVR SGX: iPod touch (четвёртое поколение)
- PowerVR Series 5XT / PowerVR SGXMP: iPod touch (пятое поколение)

### Телевизоры, телевизионные приставки и стационарные мультимедийные проигрыватели
Аналогично представлен список наиболее популярных моделей представленных на рынке.
- PowerVR Series 4 / PowerVR MBX: Mitsubishi HDD Navi H9000, Pioneer Carrozzeria HDD CyberNavi AVIC
- PowerVR Series 4 / PowerVR VXD: Apple TV (второе поколение)
- PowerVR Series 4 / PowerVR PDP: Sony Bravia TV
- PowerVR Series 5 / PowerVR SGX: Apple TV (2010), Toshiba Network Player, Sony Bravia Internet TV
- PowerVR Series 5XT / PowerVR SGXMP: Apple TV (третье поколение)

### Игровые приставки, консоли и аркадные автоматы
- PowerVR Series 2 / NEC PowerVR CLX2: Sega Dreamcast, NAOMI/NAOMI 2 (аркадные игровые автоматы); Sammy Atomiswave (аркадные игровые автоматы)
- PowerVR Series 4 / PowerVR MBX: Sega Aurora (высокоинтегрированная игровая платформа)
- PowerVR Series 5XT / PowerVR SGXMP: Sony PlayStation Vita

## Процессорные ядра MIPS
После приобретения компании MIPS Technologies в 2012 году, Imagination Technologies продолжает развитие процессоров MIPS в качестве лицензируемых ядер. Предложения компании делятся на несколько семейств и классов:
- MIPS CPU Families (Aptiv):
  - proAptiv P-class (P5600(32bit), P6600(64bit))
  - interAptiv I-class (I6400[10])
  - microAptiv M-class (M51xx, M62xx)